# Орилија (Онтарио)
Орилија (енгл. Orillia) је град у Канади у покрајини Онтарио. Према резултатима пописа 2011. у граду је живело 30.586 становника.

## Становништво
Према резултатима пописа становништва из 2011. у граду је живело 30.586 становника, што је за 1,1% више у односу на попис из 2006. када је регистровано 30.259 житеља.
| 2006.  | 2011.  |
| ------ | ------ |
| 30.259 | 30.586 |